# Dom Maklerski mBanku
Dom Maklerski mBanku (wcześniej Dom Inwestycyjny BRE Banku, BRE Brokers) – działający w latach 1991–2016 dom maklerski świadczący wszystkie rodzaje usług dostępnych na polskim rynku kapitałowym. W 2016 r. spółka została włączona w struktury organizacyjne mBanku. Obecnie mBank S.A. prowadzi działalność maklerską w ramach wyodrębnionej jednostki organizacyjnej – biura maklerskiego posługującego się nazwą Biuro maklerskie mBanku.

## Historia
Spółka funkcjonowała od 1991 roku, początkowo jako biuro maklerskie BRE Brokers, następnie od 1998 roku jako spółka Dom Inwestycyjny BRE Banku SA, a od 2013 roku jako spółka Dom Maklerski mBanku SA, której jedynym akcjonariuszem był mBank. W 2016 r. spółka została włączona w struktury organizacyjne mBanku.

## Obszary działalności
Dom Maklerski mBanku świadczył usługi na rynku pierwotnym, wtórnym oraz niepublicznym, a swoje produkty adresował do klientów indywidualnych i instytucjonalnych, zarówno krajowych, jak i zagranicznych.
W szczególności działalność przedsiębiorstwa obejmowała:
- pośrednictwo w obrocie instrumentami finansowymi na rynku regulowanym (prowadzenie rachunków inwestycyjnych, realizację transakcji na GPW w Warszawie i BondSpot, transakcje pakietowe, kredyty na zakup papierów wartościowych i inne),
- pośrednictwo w obrocie na rynkach zagranicznych,
- obsługę klientów instytucjonalnych (codzienny serwis informacji rynkowych, fundamentalne analizy spółek i branż, materiały statystyczne, rekomendacje),
- przygotowanie i obsługę emisji pierwotnych (wycena spółki, przygotowanie prospektu emisyjnego, budowa konsorcjum dystrybucyjnego, przeprowadzenie procesu sprzedaży wraz z rozliczeniem, pełnienie funkcji sponsora emisji),
- usługi w zakresie rynku niepublicznego przeznaczone dla emitentów, których papiery wartościowe nie są dopuszczone do obrotu na rynku regulowanym (przechowywanie akcji, ewidencja obrotu akcjami, prowadzenie rejestru akcjonariuszy, obsługa procesów udostępniania akcji osobom uprawnionym, obsługa realizacji praw akcjonariuszy, blokady akcji i inne),
- udostępnianie platformy ECN (Electronic Communication Network) umożliwiającej inwestowanie na rynku Forex.

mBank Spółka Akcyjna jest członkiem GPW, który spełnia wymagania Kategorii 3 Regulacji S oraz Zasady 144A na podstawie amerykańskiej Ustawy o papierach wartościowych z 1933 r., z późn. zm. (ang. Regulation S under the United States Securities Act of 1933). Dzięki temu może działać w segmencie akcji spółek amerykańskich podlegających ograniczeniom z powodu amerykańskiego prawa papierów wartościowych.

## Nagrody i wyróżnienia
Działalność DM mBanku była wielokrotnie nagradzana przez branżę i media – Dział Analiz DM był uznawany m.in. przez zarządzających TFI i OFE, gazetę „Parkiet” i magazyn „Forbes” za najlepszy lub jeden z najlepszych w Polsce w latach 2007–2015, czołowe miejsca w swoich kategoriach uzyskiwali też analitycy DM. GPW przyznawała DM swoje nagrody za udział w obrotach na rynku instrumentów pochodnych i największą liczbę wprowadzanych na giełdę spółek.